# Parafia św. Małgorzaty w Targowiskach
Parafia św. Małgorzaty w Targowiskach – parafia rzymskokatolicka, znajdująca się w archidiecezji przemyskiej, w dekanacie Miejsce Piastowe. 

## Historia
Pierwsza wzmianka o Targowiskach pojawiła się w 1365 roku, jako osada handlowa o charakterze miejskim Oppidum. W 1406 roku  zbudowano drewniany kościół, który później poświęcił bp Mikołaj Błażejowski. Około 1460 roku zbudowano kolejny drewniany kościół z fundacji Piotra Smolickiego pw. św. Małgorzaty. W 1543 roku parafia została przyłączona do uposażenia mansjonarzy w Krośnie. Pod koniec XVI wieku kościół był zamieniony na zbór kalwiński, a w 1600 roku zwrócony katolikom. 
W latach 1736–1740 zbudowano obecny drewniany kościół z fundacji Antoniego Baranowskiego, który w 1748 roku konsekrował bp Wacław Hieronim Sierakowski pw. św. Małgorzaty. W 1873 roku od północnej strony dobudowano kaplicę Najświętszego Serca Pana Jezusa. W 1888 roku zbudowano murowaną plebanię. W 1895 roku przedłużono nawę kościoła. W 1897 roku artysta Jan Tabiński wykonał polichromię. 
W 1982 roku drewniany kościół podniesiono półtora metra, a w ziemi wkopano się na półtora metra i wybetonowano dolny kościół. W latach 1983–1990 kościół został odnowiony i konserwowany przez Stanisława i Alicję Sęków.
Na terenie parafii jest 2888 wiernych (w tym: Targowiska – 2225, Widacz – 663. 

## Proboszczowie[5]
- ks. Jakub Majstroga  (1659-1679)
- ks. Jan Maliński (1679-1696)
- ks. Paweł Tabiszewski (1696-1701)
- ks. Mikołaj Pulnarski (1701-1712)
- ks. Stefan Boczarski (1712-1721)
- ks. Albert Mrochowski (1721-1722)
- ks. Stanisław Dobrzański (1722-1734)
- ks. Paweł Żywiecki (1734-1745)
- ks. Szymon Michalski (1745-1768)
- ks. Szymon Szubrowski (1768-1769)
- ks. Stanisław Abramowicz (1769-1771)
- ks. Wawrzyniec Gorecki (1771-1772)
- ks. Szymon Jan Biernacki (1772-1774)
- ks. Albert Wolski (1774-1782)
- ks. Jakub Baczewicz (1782-1783)
- ks. Andrzej Wilusz (1783-1793)
- ks. Michał Konieczko (1793-1793)
- ks. Wojciech Rapacki (1793-1805)
- ks. Jan Młyński (1805-1806)
- ks. Walenty Szydłowski (1806-1811)
- ks. Mansuetus Niedzielski (1811-1811)
- ks. Karol Radziński (1811-1823)
- ks. Józef Jastrzębski (1823-1835)
- ks. Franciszek Szaynok (1835-1841)
- ks. Ludwik Gromadzki (1841-1846)
- ks. Hieronim Głód (1846-1846)
- ks. Franciszek Ksawery Tokarski (1846-1887)
- ks. Mateusz Sos (1887-1926)
- ks. Maciej Karol Suchodolski (1926-1949)
- ks. Stanisław Rymuza (1949-1949)
- ks. Józef Miezin (1949-1982)[6][7][8][9].
- ks. Eugeniusz Borawiak (1982-1992)[10].
- ks. Tadeusz Dudzik (od 1992)

## Kościół filialny
W 2012 roku w Widaczu podjęto decyzję o budowie kościoła filialnego, na pamiątkę lądowania papieża Jana Pawła II na lądowisku w Targowiskach. W 2015 roku Czesława Liwocz, Wiesława Sadowska i Maria Głód ofiarowały plac pod budowę kościoła, który 1 kwietnia 2017 roku poświęcił abp Adam Szal. W maju 2019 roku rozpoczęto budowę kościoła, według projektu arch. mgr inż. Macieja Farbisza. 27 września 2020 roku abp Adam Szal poświęcił i wmurował kamień węgielny z muzeum Domu Rodzinnego papieża św. Jana Pawła II w Wadowicach. 22 października 2023 roku abp Adam Szal poświęcił kościół pw. św. Jana Pawła II.